# 第一質料
第一質料（だいいちしつりょう）とは、古代ギリシャ哲学において用いられていた用語である。これはアリストテレスによって用いられていた概念であり、質料と形相の概念を中心としてアリストテレスによって行われていた自然哲学においての概念である。

## 解説
アリストテレスによれば、個物は形相と質料から成り立っているということであり、質料というのは四大元素から成り立っているということである。そして四大元素はそれぞれの形相を持っており、この四大元素のそれぞれを組成しているものというのが第一質料とされて、当時に全ての根源とされていたものということである。

## 関連資料
- 牛田徳子 「トマスにおける個別化原理としての質料概念と形相唯一説の問題 (PDF) 」、『中世思想研究』 中世哲学会、1975年10月15日、第17号、28-45頁。
- 高橋久一郎 「アリストテレスの「第一質料」論」 『哲学』 日本哲学会、1987巻 37号 1987年 p.118-128, doi:10.11439/philosophy1952.1987.118 。